# From Elvis in Memphis
From Elvis in Memphis (с англ. — «От Элвиса в Мемфисе») — девятый студийный альбом американского певца Элвиса Пресли; считается одной из его лучших работ. Альбом занял 13-е место в американском хит-параде. В 2003 году альбом был помещён журналом Rolling Stone на 190-е место в списке «500 величайших альбомов всех времён».

## Обзор
Альбом состоит из записей, сделанных во время сессий в мемфисской студии American Sound в январе — феврале 1969 года под руководством Чипса Момана; до этого Пресли записывался исключительно на студиях RCA Records и Голливуда. Моман привнёс соуловую окраску и полностью осовременил саунд Пресли (к тому времени записывавшего один за другим альбомы с посредственными звуковыми дорожками).
Именно телешоу на эн-би-си (см. «Элвис (телеконцерт)») в предыдущем году вернуло Пресли уверенность в поиске нового музыкального формата. И, хотя музыкальной революции новые записи не совершили, критики зачастую приравнивают их по свежести звучания к пластинкам на Sun Records. Высокое качество материала подтвердилось успехом как альбома, так и сингла «In the Ghetto» (3-е место). С тех же сессий на American Sound были отобраны песни для следующего альбома Пресли — Back in Memphis (1969).

## Список композиций

### Оригинальная версия (1969)
1. Wearin’ That Loved on Look (2:49)
2. Only the Strong Survive (2:44)
3. I’ll Hold You in My Heart (Till I Can Hold You in My Arms) (4:34)
4. Long Black Limousine (3:44)
5. It Keeps Right on A-Hurtin’[англ.] (2:39)
6. I’m Movin’ (2:55)
7. Power of My Love (2:40)
8. Gentle on My Mind (3:25)
9. After Loving You (3:09)
10. True Love Travels on a Gravel Road[англ.] (2:41)
11. Any Day Now (3:03)
12. In the Ghetto (2:45)

Форматы: грампластинка, аудиокассета, компакт-диск.

### Расширенная версия (2000)
1. Wearin’ That Loved on Look
2. Only the Strong Survive
3. I’ll Hold You in My Heart (Till I Can Hold You in My Arms)
4. Long Black Limousine
5. It Keeps Right on A-Hurtin’
6. I’m Movin’
7. Power of My Love
8. Gentle on My Mind
9. After Loving You
10. True Love Travels on a Gravel Road
11. Any Day Now
12. In the Ghetto
13. The Fair Is Moving On
14. Suspicious Minds
15. You’ll Think of Me
16. Don’t Cry Daddy
17. Kentucky Rain
18. Mama Liked the Roses

Форматы: компакт-диск.
В 2009 году, в честь 40-летия альбома, компания Sony выпустила двухдисковое издание (с добавлением студийных записей из From Memphis to Vegas/From Vegas to Memphis и нескольких бонус-треков).

## Альбомные синглы
- In the Ghetto / Any Day Now (апрель 1969; #3)